# Arachnotermes termitophilus
Arachnotermes termitophilus is een spinnensoort in de taxonomische indeling van de springspinnen (Salticidae).
Het dier behoort tot het geslacht Arachnotermes. De wetenschappelijke naam van de soort werd voor het eerst geldig gepubliceerd in 1928 door Cândido Firmino de Mello-Leitão.